# Thunder Dolphin
Thunder Dolphin (jap. サンダードルフィン, Sandā Dorufin) in Tokyo Dome City im japanischen Bunkyō ist eine Stahlachterbahn vom Modell Mega Coaster des Herstellers Intamin, die am 1. Mai 2003 eröffnet wurde.
Mit ihrer Höhe von 80 Metern gilt sie zurzeit als die neunthöchste Achterbahn mit geschlossenem Schienenkreislauf auf der Welt. Auf den Plätzen vor ihr liegen Top Thrill 2, Red Force, Fury 325, Steel Dragon 2000, Millennium Force,  Leviathan, Pantherian und Orion.
Die 1067 Meter lange Strecke führt sowohl durch ein Gebäude auf der rechten Seite wie durch ein Riesenrad.

## Züge & Lift
Die Züge von Thunder Dolphin besitzen jeweils sechs Wagen. In jedem Wagen können vier Personen (zwei Reihen à zwei Personen) Platz nehmen. Der 80 Meter hohe Lifthill besitzt eine vertikale Neigung von 45,5°.